# H
La H és la vuitena lletra de l'alfabet català i sisena de les consonants. Només es conserva per tradició literària, ja que sona muda. El seu nom és hac.

## Fonètica
Actualment només es fa servir per a paraules estrangeres amb el so /h/ o en paraules d'origen llatí que ja tenien aquesta grafia. Antigament també es feia servir per separar hiats (trahidor) i per marcar el so de /k/ a final de mot (Vich, bosch) fins i tot en els seus derivats (Jochs florals).

## Hac aspirada
La hac no és pas muda quan s'utilitza per a representar el so /h/ de certes interjeccions (ha, ha; ehem...) i el so /x/ d'alguns manlleus del castellà o del caló, per exemple: com piho, catalanització del castellà pijo (persona que fa ostentació de seguir les modes associades a una classe social acomodada), o halar (menjar), manlleu del caló.
L'adjectiu aspirada es refereix al sentit etimològic d'aquesta paraula que era emetre (un so) amb un hàlit, com surt al DCVB.

## Significats de H
- Bioquímica: en majúscula símbol de la histidina.
- Art: en majúscula s'utilitza per a referir-se al hentai.[1]
- Física: en minúscula se sol fer servir per representar les alçades en les equacions. Serveix com a abreviatura d'hora
- Música: correspon a la nota si en el sistema germànic
- Química: en majúscula, símbol químic de l'Hidrogen, d'on deriva la Bomba H. També és el símbol de la magnitud de l'Entalpia.
- SI: en minúscula, símbol d'hecto.
- Vehicles: designa un vehicle provinent d'Hongria

## Símbols derivats o relacionats
| Caràcter | Descripció              | Unicode (maj./min.) | Html (maj./min.) | Notes d'ús               |
| -------- | ----------------------- | ------------------- | ---------------- | ------------------------ |
| Ĥ        | H amb accent circumflex | U+0124 U+0125       |                  | esperanto                |
| Ḥ        | H amb punt inferior     | U+1E24 U+1E25       |                  | (transcripció de l'àrab) |
| Ħ        | H barrada               | U+0126 U+0127       |                  | maltès                   |
| Ḣ        | H amb punt superior     | U+1E22 U+1E23       |                  |                          |
| Ȟ        | H amb anticircumflex    | U+021E U+021F       |                  |                          |